# Теорія множин Цермело — Френкеля
Теорія множин Цермело — Френкеля (позначається ZF) — найпоширеніша аксіоматика теорії множин, і, через це, найпоширеніша основа математики.
ZFC — теорія множин Цермело — Френкеля з аксіомою вибору (AC).
ZFC містить єдине примітивне онтологічне поняття — множина, та єдине онтологічне припущення, що всі об'єкти в досліджуваному просторі (наприклад, всі математичні об'єкти) є множинами.
Вводиться єдине бінарне відношення — приналежність до множини; позначає що множина {\displaystyle ~a} є елементом множини {\displaystyle ~b}, та записується як {\displaystyle a\in b}.
ZFC є теорією першого порядку; в ZFC містяться аксіоми, в яких використовується логіка першого порядку. Ці аксіоми описують: порівняння, існування, побудову та впорядкування множин.

## Передумови створення
Аксіоматична теорія множин — напрям у математичній логіці, присвячений вивченню фрагментів змістовної теорії множин методами математичної логіки. З цією метою фрагменти теорії множин подають у вигляді аксіоматичної теорії. В основі сучасної теорії множин лежить система аксіом, які приймають без доведення і з яких виводять усі теореми теорії множин. Передумовами створення такої теорії стало відкриття деяких парадоксів (антиномій, суперечностей) так званої «наївної» теорії множин. Серед таких парадоксів найбільш відомими є парадокси Рассела та Кантора.
Першою аксіоматикою такого роду була система Z Цермело (E. Zermelo, 1908). Однак у цій системі неможливо було природним чином формалізувати деякі розділи математики, і А.Френкель (A. Frenkel, 1922) запропонував доповнити систему Z новим принципом, який назвав аксіомою підстановки. Отриману систему називають системою аксіом Цермело — Френкеля і позначають ZF.

## Аксіоми ZFC

### Порівняння

#### Аксіома екстенсіональності (об'ємності)(Z1)
Дві множини рівні тоді й тільки тоді, коли вони мають одні й ті ж елементи.
{\displaystyle \forall A,\forall B:\;A=B\iff (\forall C:C\in A\iff C\in B)}

### Існування

#### Аксіома нескінченності(Z7)
Існує така множина A, що включає в себе пусту множину {} та для будь-якого належного їй елемента B включає також і множину, сформовану як об'єднання B та її синґлетону {B}.
{\displaystyle \exists A:\varnothing \in A\land (\forall B:B\in A\Rightarrow B\cup \{B\}\in A)}

#### Аксіома порожньої множини
Існує множина без елементів.
{\displaystyle \exists A:\forall B\ \lnot (B\in A)}
Таку множину зазвичай позначають як ∅ або {} та називають порожньою множиною.

### Побудови

#### Аксіома пари(Z2)
Для будь-яких множин A та B існує множина C така, що A та B є її єдиними елементами. Множина C позначається {A, B} і називається невпорядкованою парою A та B.
{\displaystyle \forall A,\forall B,\exists C,\forall D:D\in C\iff (D=A\lor D=B)}
Тобто, якщо A = B, то існує множина C така, що вона складається з одного елемента {A, A} = {A} (який має назву синглетона).

#### Аксіома булеана(Z4)
Для будь-якої множини А існує множина B, елементами якої є ті й тільки ті елементи що є підмножинами A.
{\displaystyle \forall A,\exists B,\forall C:C\in B\iff (\forall D:D\in C\Rightarrow D\in A).}
Якщо ввести відношення підмножини {\displaystyle \subseteq }, то формулу можна спростити:
{\displaystyle \forall A,\exists B,\forall C:C\in B\iff C\subseteq A.}
Множину B називають булеаном множини A та позначають {\displaystyle {{\mathcal {P}}(A)}}.

#### Аксіома об'єднання(Z5)
Для двох множин існує третя, яка включає в себе всі елементи обох, і тільки їх.
{\displaystyle \forall A,\exists B,\forall C:C\in B\iff (\exists D:C\in D\land D\in A)}
З аксіоми прямо випливає, що об'єднання множин також є множиною. Множина B називається об'єднанням A, і позначається ∪A.

#### Схема специфікації (аксіома виділення)(Z3)
Для будь-якої множини А і властивості P існує множина B, елементами якої є ті й тільки ті елементи множини А, які маю властивість P.
{\displaystyle \forall A,\exists B,\forall C:C\in B\iff C\in A\land P(C)}
Для кожної такої властивості P (предиката, що не використовує символ B), існує окрема аксіома виділення. Тому комплект таких аксіом називають схемою.

#### Схема перетворення (аксіома підстановки)(ZF)
Нехай А - множина, і P(x,y) - предикат. Тоді якщо для кожного x існує єдиний y, такий що P(x,y) істинний, тоді існує множина всіх y, для яких знайдеться такий x ∈ A, що P(x,y) істинний. 
{\displaystyle (\forall x,\exists !\,y:P(x,y))\rightarrow \forall A,\exists B,\forall y:y\in B\iff \exists x\in A:P(x,y)}

### Впорядкування

#### Аксіома регулярності(ZF)
В будь-якій непорожній множині А є елемент B, що перетин А та B є порожньою множиною.
{\displaystyle \forall A(\exists B(B\in A)\rightarrow \exists B(B\in A\land \lnot \exists C(C\in A\land C\in B))).}
Якщо ввести операцію перетину множин {\displaystyle \cap \!}, то формулу можна спростити:
{\displaystyle \forall A(A\neq \varnothing \rightarrow \exists B(B\in A\wedge B\cap A=\varnothing ))}

#### Аксіома вибору(Z6)
Для довільного сімейства непорожніх множин, що не перетинаються, існує множина, яка має рівно один спільний елемент з кожною множиною даного сімейства, навіть якщо множин у сімействі нескінченно багато і невизначено правило вибору елемента з кожної множини.

## Надлишковість
- Аксіома порожньої множини явним чи неявним чином присутня у всіх аксіоматичних теоріях множин. В ZF не є виокремленою, а включається в аксіому нескінченності.
- Аксіомна схема виділення не входить в ZF, оскільки виводиться із пізніше введеної аксіомної схеми підстановки та аксіоми порожньої множини.
- Аксіома пари виводиться із аксіоми підстановки, аксіоми порожньої множини та аксіоми булеана.